# Пляж Миртос
Пляж Миртос (грец. Παραλία Μύρτου [Míːrtɒs]) — регіон в Пиларосі, на півічному заході острова Кефалонія, на Іонічних островах Греції. Пляж Миртос лежить у підніжжя двох гір, Агія Динаті та Калон Орос (901 м).

## Геологія
Отучуючий осад на пляжі Миртос, як правило, складається з мармуру та метаморфізованого вапняку. Пляж складається з круглих, білих великої гальки. Осад поступово зменшується при наближенні до берегової лінії. Оскільки кут нахилу має різке падіння біля краю берегової лінії, енергія хвилі дуже висока і викликає тенденції градації від великої до малої гальки уздовж пляжу.
Дрейфування берегової лінії, разом з енергією хвиль, сформувало берег. Оскільки хвилі оминають пляж по кривій вздовж пляжу, вони також збирають найбільш тонкі шматки мармуру; це створює осадові шлейфи, які слідують за кривою пляжу з напрямком хвиль, що надають воді відтінок бірюзи.

## Слава
Миртос був описаний як «один з найбільш ефектних пляжів в Греції», з його «довгою дугою сліпучих білих камінців у півтори милі».
Вона використовувалася як місце для епізоду вибуху міни у фільмі Мандоліна капітана Кореллі.
Миртос був обраний 12 разів кращим грецьким пляжем, який регулярно попадає в списки найкращих пляжів.

## Подорожі та зручності
Крута, звивиста дорога, довжиною близько 2 км, з серпантином, веде вниз до пляжу з села Діварата.
Під час високого туристичного сезону влітку, муніципалітет Пілароса здійснює громадське автобусне сполучення з і до пляжу Миртос з гавані в Агія-Ефімія. Розклад руху можна знайти в офісі  туристичної інформації в Агіа Ефімія, а також може знайти онлайн [Архівовано 12 травня 2019 у Wayback Machine.]. Автобус зупиняється на дорозі, що веде вниз до пляжу. На підніжжі скелі є приватна автостоянка. Є кілька таверн на верхній дорозі, що веде вниз до пляжу в селі Діварата, і пляжний бар.

## Галерея

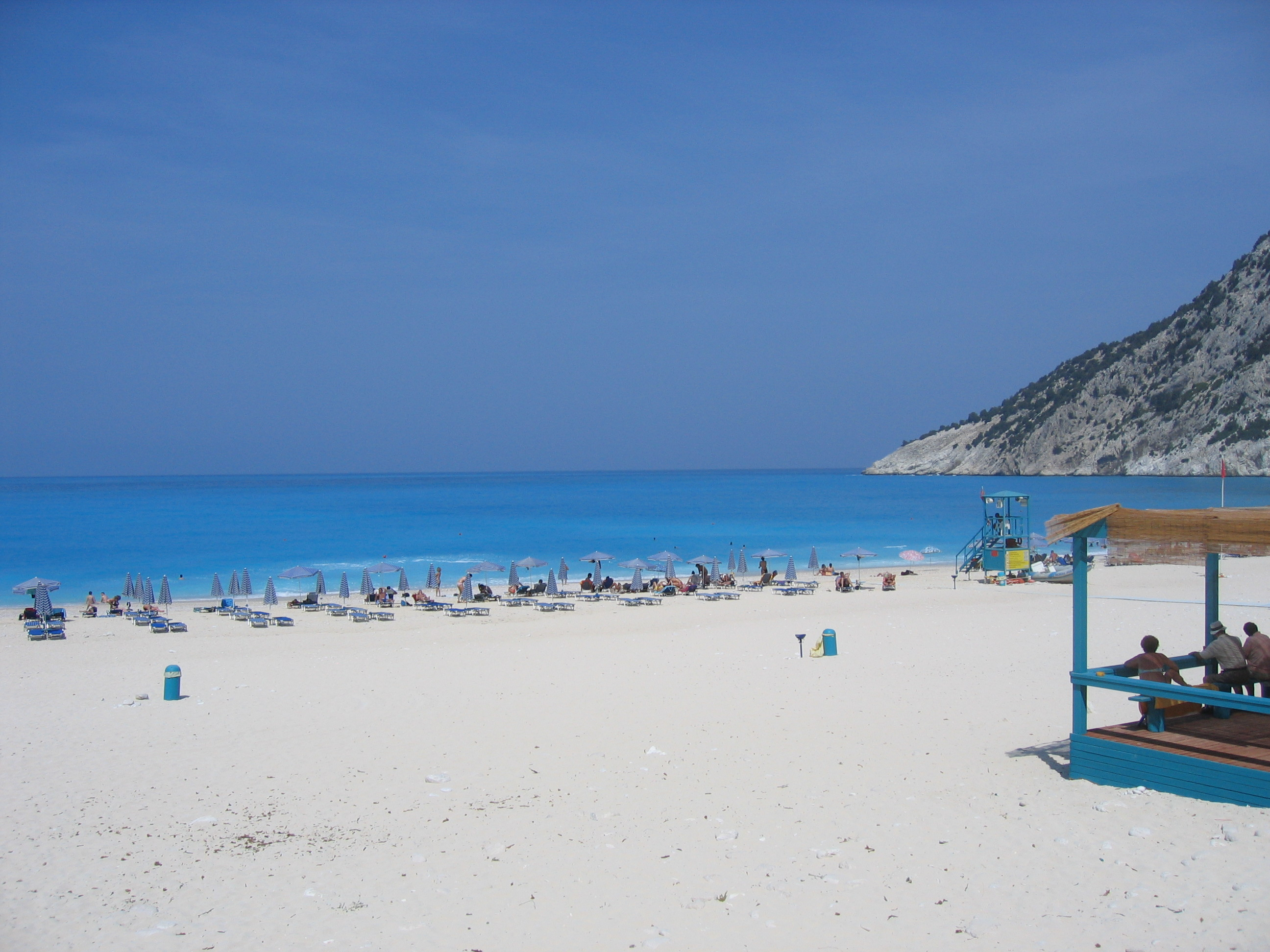
Таверна поблизу пляжа
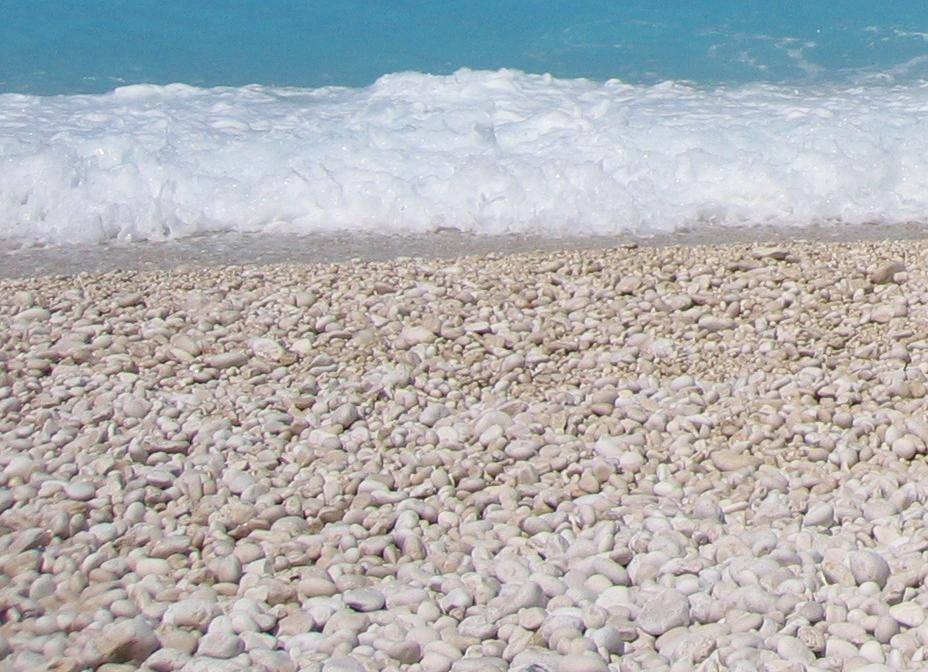
Біла галька пляжу Миртос